# Пам'ятник загиблим шахтарям (Кривий Ріг)
Пам'ятник загиблим шахтарям знаходиться по вул. Конституційній, біля адміністративного будинку ВАТ «Суха Балка», в Покровському районі м. Кривий Ріг.

## Передісторія
Пам'ятка пов'язана з подіями 1934 року. Під час проведення експериментальних робіт на шахті «Профінтерн» (нині — рудник «Суха Балка») 1 травня 1934 р. внаслідок обвалення потолочин загинуло 6 шахтарів — новаторів гірничої справи: Н. Ю. Шильман (головний інженер тресту «Руда»), Г. Х. Айденьян, М. К. Деджувані, Є. С. Мошиченко, А. О. Доровський, І. Ф. Ляпшей.
Згідно з рішенням Криворізької міськради про увічнення пам'яті жертв трагедії на шахті «Профінтерн» 1 травня 1936 року було відкрито пам'ятник загиблим шахтарям. Автори проекту — співробітники Дніпропетровської художньої майстерні.
Пам'ятник у вигляді 6-гранної гранітної колони заввишки 4,7 м був встановлений на площі Українській (сучасна площа — Визволення). В роки окупації Кривого Рогу згаданий об'єкт став єдиним пам'ятником, який німці не зруйнували. Під час визволення міста пам'ятник було пошкоджено й наприкінці 40-х років XX століття перевезено на сучасне місце розташування у зв'язку з реконструкцією площі.
У 1979 році відбулася реконструкція пам'ятника, архітектор — Олег Олександрович Савельєв, інженер — Олександр Єфремович Мошиченко.
Рішенням Дніпропетровського облвиконкому від 03.02.1981 р. № 618 пам'ятка взята на державний облік з охоронним номером 2137.

## Пам'ятка
Пам'ятник являє собою обеліск, у верхній частині якого по колу розташовані меморіальні плити. Обеліск дорійського ордеру з граніту пофарбованого у рожевий колір, діаметром 1,10 м, висотою 4,7 м. Меморіальна плита з металу, розмірами 0,7×0,65 м, вмонтована в обеліск. На ній у фігурній рамці напис російською мовою у 6 рядків: «Слава / доблести / шахтерской / и жизням, / отданным / за руду.» Внизу під написом стрічка і лаврова гілка. Плита пофарбована у червоний колір, напис, рамка і стрічка з гілкою — у жовтий. Шість меморіальних плит прямокутної форми виготовлено з сірого граніту. У верхній частині кожної з них розміщені чорно-білі фотографії загиблих шахтарів. Низ фотографій прикрашений викарбуваними лавровими стрічками і схрещеними між собою молотками — символами гірничої справи. Під фотографіями зазначені прізвища, імена, по-батькові, посади і роки життя загиблих. Між меморіальними плитами і обеліском лежить кругла плита з сірого граніту, діаметром менше за обеліск. Постамент складної форми. Нижня частина з сірого полірованого граніту з 6 виступами «урізаними променями». Діаметр 3,54 м, довжина виступів 0,7 м, ширина 0,6 м, висота 0,4 м. Верхня частина з рожевого полірованого граніту, що поступово звужується до верху. Бетонна основа для постаменту діаметром 4,14 м, вистою 10 см.